# كلوديا تشرتش
كلوديا تشرتش (بالإنجليزية: Claudia Church)‏ هي مغنية مؤلفة وعارضة ومغنية وكاتبة سيناريو وممثلة أمريكية، ولدت في 12 يناير 1962 في لينوير في الولايات المتحدة.

## أعمال

### أفلام
- محتجز

## وصلات خارجية
- كلوديا تشرتش على موقع IMDb (الإنجليزية)
- كلوديا تشرتش على موقع ألو سيني (الفرنسية)
- كلوديا تشرتش على موقع ميوزك برينز (الإنجليزية)
- كلوديا تشرتش على موقع أول موفي (الإنجليزية)
- كلوديا تشرتش على موقع ديسكوغز (الإنجليزية)
- كلوديا تشرتش على موقع قاعدة بيانات الفيلم (الإنجليزية)